# Tweede Kamerverkiezingen 1853
De Tweede Kamerverkiezingen 1853 waren algemene Nederlandse verkiezingen voor de Tweede Kamer der Staten-Generaal. Zij vonden plaats op 17 mei 1853.
Nederland was verdeeld in 38 kiesdistricten, waarin 68 leden van de Tweede Kamer gekozen werden. Een kiezer bracht evenveel stemmen uit als er afgevaardigden in zijn kiesdistrict gekozen werden. Om gekozen te worden moest een kandidaat minimaal de districtskiesdrempel behalen. De leden werden gekozen voor een termijn van vier jaar; om de twee jaar werd de helft van de Tweede Kamer vernieuwd.
De verkiezingen werden vanwege de tussentijdse ontbinding van de Tweede Kamer gehouden voor alle 68 zetels. In zestien kiesdistricten was een tweede verkiezingsronde benodigd tussen de twee hoogstgeplaatste (niet-direct gekozen) kandidaten uit de eerste ronde vanwege het niet-behalen van de districtskiesdrempel. Deze tweede ronde vond plaats op 31 mei 1853.

## Aanloop
De verkiezingen waren noodzakelijk geworden nadat de Tweede Kamer was ontbonden in verband met een regeringscrisis na het herstel van de bisschoppelijke hiërarchie.
Bij de grondwetsherziening van 1848 werd het in het kader van de scheiding van kerk en staat aan de Rooms-Katholieke Kerk toegestaan om zelf de kerkelijke indeling binnen Nederland vast te stellen. In 1853 werd dit recht toegepast, en paus Pius IX verdeelde Nederland in 5 bisdommen, waaronder een aartsbisdom in Utrecht. Onder de Nederlandse protestanten bestond veel afkeer tegen deze actie, wat culmineerde in de Aprilbeweging. De indiening van de klachten door de Aprilbeweging bij koning Willem III leidde tot een crisis tussen de koning en het kabinet-Thorbecke I, dat vond dat de koning de Aprilbeweging te positief en dus onvoldoende neutraal tegemoetkwam. Hierop trad het kabinet af; het werd op 19 april 1853 vervangen door het kabinet-Van Hall-Donker Curtius. Op 26 april 1853 werd de Tweede Kamer ontbonden.
Vanwege de ontbinding van de Tweede Kamer moest een nieuwe Tweede Kamer gekozen worden. Volgens de toentertijd geldende Kieswet was dat een uitzonderingssituatie: normaal werd elke 2 jaar de helft van de Kamer verkozen, en dus niet de Kamer als geheel. Ook was er door de voorafgaande crisis een duidelijke politieke vraag verbonden aan de verkiezingen, waar bij andere verkiezingen in de jaren 1850 en de eerste helft van de jaren 1860 de kiezers geacht werden de kandidaten niet naar politieke kleur maar naar competentie te beoordelen.

## Uitslag

### Opkomst
|                  | 1852   | 1852      | 1853   | 1853  |
| # stemmen        | %      | # stemmen | %      |       |
| ---------------- | ------ | --------- | ------ | ----- |
| Kiesgerechtigden | 75.527 |           | 85.076 |       |
| Niet opgekomen   | 39.081 | 51,74     | 24.644 | 28,97 |
| Opkomst          | 36.446 | 48,26     | 60.432 | 71,03 |

### Verkiezingsuitslag naar groepering
| conservatieven            | 9/8   | 26 | +18 |
| thorbeckianen             | 26/25 | 14 | −11 |
| liberalen                 | 17/18 | 9  | −9  |
| antirevolutionairen       | 3     | 7  | +4  |
| conservatief-liberalen    | 7     | 4  | −3  |
| conservatief-katholieken  | 3     | 3  | 0   |
| conservatief-protestanten | 0     | 3  | +3  |
| gematigde liberalen       | 3/2   | 2  | 0   |
| vacatures                 | −/2   | −  | −2  |
| totaal                    | 68    | 68 | 0   |

De uitslag van de verkiezingen was een grote nederlaag voor de thorbeckianen en de liberalen. Alleen de provincie Groningen en Twente bleven als liberale bolwerken overeind. 44 zetels kwamen terecht bij conservatieven en conservatief-liberalen die zich achter de Aprilbeweging hadden gesteld. Het conservatieve kabinet-Van Hall-Donker Curtius kreeg dus ruime steun in de Tweede Kamer. Desondanks werd het herstel van de bisschoppelijke hiërarchie niet teruggedraaid; wel werd de Rooms-Katholieke Kerk in zijn bewegingsvrijheid beperkt door de invoering van de Wet op de kerkgenootschappen.

### Gekozen leden
Bij deze verkiezingen werden 40 leden herkozen. De stemmingen voor de overige 28 vacatures hadden de volgende resultaten: 
- in het kiesdistrict Alkmaar versloeg Cornelis van Foreest (66,4%, conservatief-protestanten) het aftredende lid Samuel de Moraaz (31,4%, thorbeckianen);

- in het kiesdistrict Amersfoort werd in de eerste ronde Johan van Reede van Oudtshoorn (antirevolutionairen) gekozen. Voor de tweede districtszetel was een tweede ronde nodig waarvoor ook de als tweede geëindigde Jacobus de Kempenaer zich geplaatst had. De Kempenaer was echter tevens kandidaat in het kiesdistrict Tiel[10], waar hij gekozen werd. Als gevolg hiervan verviel in Amersfoort de tweede ronde en was een naverkiezing nodig die op 6 juni 1853 gehouden werd. Daarin versloeg Frederik van Rappard (55,0%, conservatieven) de aftredende leden Adriaan Engelen (38,3%, liberalen) en Simon van Walchren (4,0%, conservatief-liberalen);

- in het kiesdistrict Amsterdam (vijf zetels) werden twee aftredende Tweede Kamerleden, Michel Godefroi en Harm Stolte, herkozen. In twee van de drie overige vacatures werden Johannes Bosscha en Siebert van Franck (beiden conservatieven)  gekozen; de aftredende en niet terugkerende Tweede Kamerleden waren Floris van Hall (gematigde liberalen), die al eerder was afgetreden[9] en Hendrik Provó Kluit (liberalen), die had aangegeven niet herkiesbaar te zijn. Bij een naverkiezing versloeg Gerrit Schimmelpenninck (60,6%, conservatieven) het aftredende lid Jan Heemskerk (39,4%, thorbeckianen);

- in het kiesdistrict Delft versloeg Cornelis Hoekwater (54,5%, conservatieven) het aftredende lid Karel Poortman (35,5%, thorbeckianen);

- in het kiesdistrict Dordrecht versloegen Pieter Sander (53,1%) en Johannes van der Poel (50,7%) (beiden conservatieven) de aftredende leden Gerrit de Raadt (28,4%, liberalen) en Pieter Blussé van Oud-Alblas (22,5%, thorbeckianen);

- in het kiesdistrict Eindhoven versloeg Petrus van den Heuvel (52,5%) het aftredende lid Johannes van der Heijde (47,5%) (beiden liberalen);

- in het kiesdistrict Goes versloeg Joannes van Deinse (56,3%, conservatieven) het aftredende lid Philip Bachiene (35,3%, thorbeckianen);

- in het kiesdistrict Gorinchem versloeg Pieter Elout van Soeterwoude (54,7%, antirevolutionairen) het aftredende lid Cornelis Schiffer (45,3%, conservatieven);

- in het kiesdistrict Gouda werden Willem de Brauw (conservatief-protestanten) en Guillaume Groen van Prinsterer (antirevolutionairen) gekozen. Groen van Prinsterer was echter tevens kandidaat in het kiesdistrict Zwolle[10], waar hij eveneens gekozen werd en waaraan hij de voorkeur gaf. Om in de ontstane vacature te voorzien werd in Gouda een naverkiezing gehouden. Daarin versloeg Mari Hoffmann (63,6%, conservatief-protestanten) de aftredende leden Gijsbertus van der Linden (16,0%, thorbeckianen) en Leonard Metman (14,4%, liberalen);

- in het kiesdistrict 's-Gravenhage werd Julius Rijk (conservatieven) gekozen in de vacature ontstaan door het aftreden van Pieter Schooneveld (liberalen) die had aangegeven niet herkiesbaar te zijn;

- in het kiesdistrict Hoorn versloeg Johannes Donker (50,9%[11], conservatieven) het aftredende lid Asser van Nierop (49,1%[11], thorbeckianen);

- in het kiesdistrict Leeuwarden versloeg Jan Bieruma Oosting (66,0%, conservatieven) het aftredende lid Simon Verweij (26,0%, liberalen);

- in het kiesdistrict Maastricht werd Johan Rudolph Thorbecke (thorbeckianen) gekozen in de vacature ontstaan door het aftreden van Charles de Limpens (liberalen) die had aangegeven niet herkiesbaar te zijn;

- in het kiesdistrict Roermond versloeg Martin Strens (68,8%) het aftredende lid Johan van Wylick (51,6%) (beiden liberalen);

- in het kiesdistrict Rotterdam versloeg Pieter van Bosse (45,6%, liberalen) het aftredende lid Willem Gevers Deynoot (18,7%, thorbeckianen);

- in het kiesdistrict Sneek versloegen Willem Engelen (65,4%) en Cornelis Sleeswijk Vening (64,6%) (beiden conservatieven) de aftredende leden Herman Huguenin (34,5%, liberalen) en Anne Franszoon Jongstra (30,7%, thorbeckianen);

- in het kiesdistrict Steenwijk versloeg Jacob van Lennep (54,0%, conservatieven) het aftredende lid Johannes de Fremery (16,1%, liberalen);

- in het kiesdistrict Tiel versloeg Jacobus de Kempenaer (65,7%, conservatieven) het aftredende lid Jasper Leemans (31,5%, liberalen);

- in het kiesdistrict Utrecht werd Hubert van Asch van Wijck (antirevolutionairen) gekozen in de vacature ontstaan door het aftreden van Elisa van Doorn (conservatieven) in de vorige zittingsperiode[9];

- in het kiesdistrict Zierikzee versloeg Jean Schuurbeque Boeije (56,2%, conservatieven) het aftredende lid Sebastiaan Anemaet (43,8%, thorbeckianen);

- in het kiesdistrict Zutphen versloegen Willem Schimmelpenninck van der Oye (56,7%, conservatieven)) en Justinus van der Brugghen (56,7%, antirevolutionairen) het aftredende Tweede Kamerlid Willem Dullert (43,0%, thorbeckianen); Constantijn van Panhuys (liberalen), het tweede aftredende lid in dit district, had aangegeven niet herkiesbaar te zijn.

De zittingsperiode van de Tweede Kamer ging in op 14 juni 1853. De zittingstermijn van Tweede Kamerleden bedroeg vier jaar.
*1848 · *1850 · **1852 · *1853 · **1854 · **1856 · **1858 · **1860 · **1862 · **1864 · **1866 (I) · *1866 (II) · *1868 · **1869 · **1871 · **1873 · **1875 · **1877 · **1879 · **1881 · **1883 · *1884 · *1886 · *1887 · *1888 · 1891 · *1894 · 1897 · 1901 · 1905 · 1909 · 1913 · *1917 · *1918 · 1922 · 1925 · 1929 · *1933 · 1937 · *1946 · *1948 · 1952 · 1956 · *1959 · 1963 · *1967 · 1971 · *1972 · 1977 · 1981 · *1982 · 1986 · *1989 · 1994 · 1998 · 2002 · *2003 · *2006 · *2010 · *2012 · 2017 · 2021 · *2023
* Algemene verkiezingen in verband met (vervroegde) ontbinding van de Tweede Kamer
** Periodieke verkiezingen in verband met het einde van de zittingstermijn van de helft van de Tweede Kamerleden